# (230151) Vachier
(230151) Vachier est un astéroïde de la ceinture principale.

## Description
(230151) Vachier est un astéroïde de la ceinture principale. Il fut découvert le 20 août 2001 au Pic du Midi par l'observatoire du Pic du Midi. Il présente une orbite caractérisée par un demi-grand axe de 2,34 UA, une excentricité de 0,15 et une inclinaison de 10,5° par rapport à l'écliptique.

## Compléments